# 小行星6154
小行星6154（英語：6154 Stevesynnott）是一颗围绕太阳公转的小行星。1990年8月22日，亨利·E·霍爾特在帕洛马山发现了此天体。
这颗小行星的绝对星等为323.0809289136562等。